# Thomaz Koch
Thomaz Koch (ur. 11 maja 1945 w Porto Alegre) – brazylijski tenisista, zwycięzca wielkoszlemowego French Open 1975 w grze mieszanej, reprezentant w Pucharze Davisa.

## Kariera tenisowa
Lewoeczny Brazylijczyk w 1963 był liderem rankingu 18–latków i w tymże roku osiągnął ćwierćfinał US Open. W roku 1969 triumfował w wimbledońskim turnieju pocieszenia – All England Plate. W 1970 był w finale halowych międzynarodowych mistrzostw USA, w 1971 wygrał turniej w Caracas, w 1976 doszedł do 2 finałów turniejowych (Norymberga i Chartum). W grudniu 1974 zajmował 24. miejsce w rankingu ATP.
Jako deblista wygrał zawodowe turnieje w Macon, Caracas (oba w 1971), Stambule (1975) oraz był w dalszych 8 finałach. Jeszcze jako amator w parze z Tomem Okkerem triumfował w halowych mistrzostwach USA w 1968, pokonując w finale Boba Lutza i Stana Smitha 6:3, 10:12, 8:6. Jedyne zwycięstwo wielkoszlemowe odniósł w 1975 roku, kiedy w finale French Open wspólnie z Urugwajką Fiorellą Bonicelli pokonał Jaime'go Fillola i Pam Teeguarden 6:4, 7:6.
W 1967 roku wygrał złote medale igrzysk panamerykańskich w Winnipeg, w konkurencji gry pojedynczej i podwójnej.
W latach 1962–1981 występował w reprezentacji w Pucharze Davisa. Należy do niego szereg rekordów reprezentacyjnych – odniósł najwięcej zwycięstw singlowych (46) i deblowych (28), należy do niego także rekord zwycięstw ogółem (74, przy 44 porażkach). Wystąpił w 44 spotkaniach międzypaństwowych w ciągu 16 sezonów oraz tworzył najlepszą brazylijską parę razem z Jose-Edisonem Mandarinem (23 zwycięstwa, 9 porażek). W 1966 był bliski wprowadzenia Brazylii do finału Pucharu Davisa (wówczas jeszcze w formule challenge round), kiedy prowadził z Hindusem Ramanathanem Krishnanem 2:1 w setach i 5:2 w czwartej partii (przegrał ostatecznie 6:3, 4:6, 12:10, 5:7, 2:6). Uczestniczył dwukrotnie w zwycięskich meczach z Polską - w 1966 przegrał z Gąsiorkiem, a pokonał Tadeusza Nowickiego i w parze z Mandarino Nowickiego i Gąsiorka, a rok później zdobył komplet punktów, pokonując Gąsiorka, Nowickiego i tych zawodników w deblu (z Mandarino) bez straty seta.

### Finały w turniejach wielkoszlemowych

#### Gra mieszana (1–0)
| Końcowy wynik | Nr | Data            | Turniej            | Nawierzchnia | Partnerka          | Przeciwnicy                 | Wynik finału |
| ------------- | -- | --------------- | ------------------ | ------------ | ------------------ | --------------------------- | ------------ |
| Zwycięzca     | 1. | 15 czerwca 1975 | French Open, Paryż | Ceglana      | Fiorella Bonicelli | Pam Teeguarden Jaime Fillol | 6:4, 7:6     |